# Vogtland
Vogtland er navnet på en landskabsregion i grænseområdet mellem de tyske delstater Sachsen, Thüringen og Bayern samt Böhmen i Tjekkiet. Navnet har landskabet fået ved, at det mellem 1209 og 1572 forvaltedes af ”fogederne af Weida, Gera og Plauen” (de:Vögte von Weida- det tyske ’’Vogt’’ kan oversættes med foged). Den del af Vogtland, som hører til Sachsen, udgør nu landkreisen Vogtlandkreis med administrationsbyen Plauen, og nogle gange regnes Vogtland kun som det område.
Landskabet er præget af et kuperet terræn med marker, enge og skov. Højden varierer mellem 250 og op til 974 meter over havet. Landskabet gennemskæres af floden Saale og er kildeområde for mange mindre floder. Dalene krydses af adskillige jernbane- og motorvejsbroer, blandt disse verdens to største jernbanebroer bygget i teglsten.
Traditionelle eksportprodukter fra Vogtland har i flere århundreder været blonder og kniplinger (Plauener Spitze) samt musikinstrumenter fra Musikwinkelområdet (Markneukirchen m.fl. småbyer). Ifølge tysk Wikipedia produceredes før 2. verdenskrig 80 procent af alle orkesterinstrumenter i verden i området.
Af kendte personer fra Vogtland finder man både den første østtyske astronaut, Sigmund Jähn (1978), og den første vesttyske astronaut Ulf Merbold (1983).

## Vigtige byer i Vogtland
Sächsisches Vogtland – (Sachsen)Plauen (Vogtlands største by), Reichenbach, Auerbach, Lengenfeld; Elsterberg, Falkenstein, Klingenthal, Oelsnitz, Bad Brambach, Bad Elster, Adorf, Schöneck, Treuen, Mylau og Markneukirchen
Thüringisches Vogtland – (Thüringen)Greiz (Centralort Landkreis Greiz), Zeulenroda-Triebes, Hohenleuben, Berga/Elster, Ronneburg (Thüringen), Auma, Münchenbernsdorf, Schleiz og Weida
Bayerisches Vogtland – (Bayern)Hof, Selb, Schönwald og Rehau i Oberfranken
Böhmisches Vogtland – (Böhmen, Tjekkiet)Aš (ty. Asch), Cheb (ty. Eger), Hranice u Aše (ty. Roßbach)